# Grygla, Minnesota
Grygla, Minnesota (енгл. Grygla) град је у америчкој савезној држави Минесота.

## Демографија
По попису из 2010. године број становника је 221, што је 7 (-3,1%) становника мање него 2000. године.
| Група             | 2000.       | 2010.       |
| Белци             | 224 (98,2%) | 219 (99,1%) |
| Афроамериканци    | 0 (0,0%)    | 0 (0,0%)    |
| Азијати           | 2 (0,9%)    | 0 (0,0%)    |
| Хиспаноамериканци | 1 (0,4%)    | 0 (0,0%)    |
| Укупно            | 228         | 221         |